# Viola uniflora
Viola uniflora är en violväxtart. Viola uniflora ingår i släktet violer, och familjen violväxter.

## Underarter
Arten delas in i följande underarter:
- V. u. lasczinskyi
- V. u. uniflora